# Laurențiu Ulici
Laurențiu Ulici (n. 6 mai 1943, Buzău, România – d. 16 noiembrie 2000, Făgăraș, Brașov, România) a fost un critic literar și om politic român.

## Biografie
A fost licențiat al Facultății de Filologie (1966) și al Facultății de Filosofie (1970), Universitatea din București. Laurențiu Ulici a fost critic literar și președinte al Uniunii Scriitorilor din România, din 1995 până la moartea sa în luna noiembrie 2000.
Cariera politică și-a început-o  în Partidul Alianței Civice, alături de Nicolae Manolescu, Stelian Tănase, Mona Muscă. Laurențiu Ulici a fost senator în legislatura 1996-2000 din partea Partidului Alternativa României, al cărui membru fondator a fost, alături de Varujan Vosganian, Mircea Iorgulescu; a fost membru în grupul parlamentar de prietenie cu Italia.
Moartea a fost accidentală, prin intoxicare cu monoxid de carbon, din cauza unei sobe stricate. Decesul s-a petrecut într-un sat lângă Făgăraș, unde a fost invitat de un coleg de la o reuniune a scriitorilor din Făgăraș. Împreună cu Ulici a decedat și șoferul său, Constantin Tuca.

## Opera
- Recurs, 1971 (eseuri)
- Prima verba, 1974 (critică)
- Arghezi, Bacovia, Barbu, Blaga, Fundoianu, Maniu, Pillat, Vinea, Voiculescu, 1974
- Biblioteca Babel, 1978 (eseuri)
- Prima verba II, 1978
- Confort Procust, 1983 (cronici literare)
- Puțin, după exorcism, 1991
- Prima verba III, 1992
- Literatura română contemporană, 1995, volumul I - Poezia; (operă rămasă neîncheiată)
- Scriitori romani din afara granitelor tarii, 1996
- Dubla impostură, 1996 (essais politiques)
- Mitica si Hyperion, 2000
- Prima verba, IV, 2004

## Antologii
A îngrijit antologiile Nobel contre Nobel - 1988; 1001 de poezii românești - 1997 (10 vol.).

## In memoriam
- Gheorghe Parja, Echim Vancea, Ioana Petreus - Portret de grup cu Laurentiu Ulici, 2002